# Saba Mahmood
Saba Mahmood (1962 – 10 de Março de 2018) foi uma antropóloga Americana e professora de antropologia na Universidade da Califórnia, em Berkeley. Em Berkeley, ela também foi afiliada ao  Centro de Estudos do Oriente Médio, o Instituto Sul-Asiático de Estudos, e ao programa em Teoria Crítica. Seu trabalho acadêmico assentava debates em antropologia e teoria política, com foco em sociedades de maioria Muçulmana, do Médio Oriente e Sul da Ásia. Mahmood fez contribuições teóricas para repensar a relação entre a ética e a política, a religião e secularismo, a liberdade e a submissão, a razão e a personificação. Influenciada pela obra de Talal Asad, ela escreveu sobre as questões de gênero, religiosa, política, secularismo e sobre a relação entre Muçulmanos e não-Muçulmanos no Oriente Médio.

## Vida
Mahmood nasceu em Quetta, no Paquistão , em 1962. Ela recebeu o seu PhD em Antropologia na Universidade de Stanford em 1998. Também realizou o mestrado em Ciência Política, Arquitetura e Planejamento Urbano, e, antes de entrar para a Berkeley, em 2004, lecionou na Universidade de Chicago.
Mahmood era professora vistante na American Academy, em Berlim, o Centro de Estudos Avançados em Ciências do comportamento, e na Universidade de Leiden. Ela lecionou na School of Criticism and Theory na Universidade Cornell, na Venice School of Human Rights e no Institute of Global Law and Policy. Ela foi co-organizadora do Seminário de Verão em Teoria Crítica Experimental na no instituto de pesquisas Humanas na Universidade da Califórnia . Mahmood trabalhou também em conselhos editoriais de Representações,Anthropology Today, L'Homme, Comparative Studies of South Asia, Africa, and the Middle East, e o Jornal da Academia Americana de Religião.

## Realizações
O trabalho de Mahmood teve profundas implicações para o estudo filosófico e empírico da soberania, a subjetividade e agência feminina, o que levou muitos estudiosos a reconsiderar as abordagens dominantes para a lei e o estado moderno, particularmente com respeito a como objetos religiosos e grupos são regidos e definidos. Cruzando fronteiras disciplinares em ciências humanas e sociais, a sua obra tem formado inquéritos teóricos e etnográficos sobre religião e liberdade na modernidade, bem como os legados do colonialismo, o capitalismo, e o secularismo nos conflitos contemporâneos no Oriente Médio.

## A morte
Mahmood morreu de câncer de pâncreas em 10 de Março de 2018. Em seu nome, o Departamento de Antropologia da Universidade da Califórnia, disse: 
"Saba Mahmood foi uma brilhante estudiosa, querida colega e professora dedicada. Ela orientou seus alunos com extraordinário cuidado e intensidade, exigindo de seus melhores trabalhos, ouvir, responder, com uma acentuada generosidade, chegando vivo no pensamento, e sucitando o mesmo em outros. Em seus últimos meses, ela reafiemou os valores de pensamento e de amor, deixando agora um vibrante legado que irá manter-se e florescer entre todos cujas vidas foram tocadas por sua vida e obra. Ela deixa o marido, Charles Hirschkind, seu filho, Nameer Hirschkind.

## Escritos

### Livros
- Diferenças religiosas em uma era Secular: Um Relatório da Minoria.  Princeton: Princeton University Press, 2015.
- É A Crítica Secular? A blasfêmia, a Lesão e a liberdade de expressão.  Com Talal Asad, Wendy Brown e Judith Butler. Fordham University Press, 2013. (Primeira edição publicada pela University of California Press, 2009).
- A Política de Piedade: A Revitalização Islâmica e o Sujeito Feminista.  Princeton: Princeton University Press, 2012 (Primeira edição: 2005).

### Edição de livros e revistas
- Política de Liberdade Religiosa.  (Co-editado com Winifred Sullivan, Elizabeth Hurd, e Pedro Danchin). Chicago: University of Chicago Press, 2015.
- "A Liberdade religiosa e Secular Política", O Atlântico Sul Trimestrais (edição especial, com Pedro Danchin), 113(1), de 2014.
- "Contestada Sociedades: práticas Religiosas e Estruturas da Modernidade", de Stanford Humanities Review (edição especial, com Nancy Reynolds) 5:1, 1995.

### Capítulos em livros
- "Introdução" (com W. Sullivan, E. Hurd, e P. Danchin), a Política de Liberdade Religiosa, Sullivan, Hurd, Mahmood e Danchin, eds. (University of Chicago Press, 2015).
- "Prefácio" (livro-a seção sobre "Liberdade"), a Política de Liberdade Religiosa, Sullivan, Hurd, Mahmood e Danchin, eds.  (University of Chicago Press, 2015).
- "A Liberdade religiosa, dos Direitos das Minorias e Geopolítica", a Política de Liberdade Religiosa, Sullivan, Hurd, Mahmood e Danchin, eds.  (University of Chicago Press, 2015).
- "Sexualidade e Secularismo", Gendering a Dividir: Religião, Secular, e a Política da Diferença Sexual, Linell Cady e Tracy Fessenden, eds. (Columbia University Press, 2014).
- "Introdução" (com Wendy Brown e Judith Butler), É a Crítica Secular? A blasfêmia, a Lesão e a liberdade de expressão. Fordham University Press (nova edição, 2013).
- "A ética e a Piedade", Um Companheiro Moral Antropologia, Didier Fassin, ed. Wiley-Blackwell, 2012.
- "Pode Secularismo ser Outro-sábio?", Variedades do Secularismo em uma era Secular, Michael Warner, Jonathan VanAntwerpen, e Craig Calhoun, eds., Harvard University Press, 2010.
- "O feminismo, a Democracia e o Império: o Islã e a Guerra do Terror", as Mulheres Estudos sobre a Borda, Joan W. Scott, ed. Duke University Press, 2009.
- "Feminismo e Direitos Humanos: Entrevista com Saba Mahmood", O Presente como História: Perspectivas Críticas sobre o Poder Global, Nermeen Sheikh, ed. Columbia University Press, 2008.
- "O livre-arbítrio, Performatividade, e o Sujeito Feminista", Corporais Citações: Religiosos Envolver-se com Judith Butler, Ellen Armadura, ed. Columbia University Press, 2006.
- "A antropologia e o Estudo das Mulheres nas Sociedades Muçulmanas (disciplinar a entrada em Antropologia)", Enciclopédia das Mulheres nas Culturas Islâmicas, Suad José, ed. Brill Editores, 2003.